# Rowokele (plaats)
Rowokele is een bestuurslaag in het regentschap Kebumen van de provincie Midden-Java, Indonesië. Rowokele telt 3490 inwoners (volkstelling 2010).